# Caffeine
Caffeine es una banda musical de género pop y rock de Indonesia, creada en la ciudad de Bandung, Java Occidental en 1996. La banda se formó con sus primeros integrantes como Rudy, Beni, Danny, Daniel, Yandi y Yudi, tras la muerte de Yandi fue sustituido por Gagan.  Sin embargo, el grupo tuvo otros cambios de personal, en el 2013 Danny también fallece víctima de una enfermedad y Gagan, se retira del grupo definitivamente. En sus inicios firmaron contrato con el sello discográfico de Sony Music Entertainmen. 

## Integrantes

### Actuales
- Beni Anwar – guitarrista (1996–Ahora)
- Suyudi Quyud – tamborilero (1996–Ahora)
- Chikin Muhammad – vocalista (2022–Ahora)

### Anteriores
- Yandi Sebastian – bajista (1996–2006; falleció 2006)
- Gagan Erwin – bajista (2008–2010)
- Danny Saofit – guitarrista (1996–2013; falleció 2013)
- Daniel Djaya – tecladista (1996–2018)
- Rudy Nugraha – vocalista (1996–2022)
- Alam Nirza – bajista (2010–2022)
- Ikko Gobel – tecladista (2018–2023)

## Discografía
- Hijau (2000)
- Yang Tak Terlupakan (2002)
- Di Telinga dan Di Mataku (2003)
- The Best of Caffeine (2004)
- Trilogi of Caffeine (2009)
- Audiography (2012)
- Single Luka Hati (2013)
- Single Religi "Mengingat-Nya"(2014)
- Los efectos de la cafeína